# Astragalus daenensis
Astragalus daenensis es una especie de planta del género Astragalus, de la familia de las leguminosas, orden Fabales.

## Distribución
Astragalus daenensis se distribuye por Irán.

## Taxonomía
Fue descrita científicamente por Boiss. Fue publicada en Diagn. Pl. Orient. ser. 1, 6: 35 (1846).